# Tammy Wynette
Tammy Wynette, vlastním jménem Virginia Wynette Pugh (5. května 1942 u Tremontu, Mississippi – 6. dubna 1998 Nashville, Tennessee) byla americká countryová zpěvačka a skladatelka, členka Grand Ole Opry, dvojnásobná držitelka ceny Grammy, pro své úspěchy a význam přezdívaná „první dáma country hudby“. Jejím vůbec největším hitem je píseň Stand By Your Man z roku 1968.

## Životopis
Pocházela z americké farmářské rodiny, narodila se na jižanském venkově na pomezí států Mississippi a Alabama, asi 40 km východně od Tupela. Její otec William Hollice Pugh byl také country muzikantem, ale náhle zemřel už v roce 1943 na nádor v mozku, když jí bylo jen 9 měsíců. Virginia/Tammy byla pak vychovávaná svými prarodiči v nuzné domácnosti a naučila se hrát na řadu hudebních nástrojů zděděných po otci.
Na střední škole v Tremontu vynikala v basketbalu. Ještě před 18. narozeninami se poprvé vdala. Po škole vystřídala řadu zaměstnání, nakonec se vyučila kadeřnicí a svou licenci pak pro jistotu každoročně obnovovala i v době své slávy.
Od poloviny 60. let 20. stol. působila v Nashville v Tennessee, kde se poměrně brzy stala velmi úspěšnou zpěvačkou. Vystupovala pravidelně v rozhlasu i v televizi a nahrávala gramofonové desky. Koncem 60. let a počátkem let 70. byla na vrcholu popularity. Její nejúspěšnější nahrávkou se stala roku 1968 Stand By Your Man. Píseň byla úspěšná také v Evropě – vedla i britskou a nizozemskou hitparádu.
Byla celkem pětkrát vdaná, v letech 1968 až 1975 byl jejím třetím manželem country zpěvák George Jones, s nímž také nahrávala a vystupovala. Po něm byla vdaná ještě dvakrát, poslední manželství s Georgem Richeym vydrželo 20 let až do její smrti. Blízce se přátelila také s Burtem Reynoldsem.
Měla tři děti se svým prvním mužem Euplem Byrdem, dcery Gwendolyn Lee (* 1961), Jacquelyn Faye (* 1962) a Tinu Denise (* 1965), a s třetím manželem Jonesem další dceru Tamalu Georgette (* 1970).
Během života trpěla řadou zdravotních potíží a byla často hospitalizována, roku 1970 podstoupila hysterektomii, později trpěla srůsty, chronickým zánětem žlučovodu, byly jí operovány ledviny a žlučník. Přesto stále vystupovala a nahrávala.
Od poloviny 80. let 20. století se musela léčit ze závislosti na lécích proti bolesti. Zemřela v 55 letech na plicní embolii.

## Největší hity
- 1966 Apartment No. 9
- 1967 I Don't Wanna Play House (cena Grammy)
- 1968 Stand By Your Man (cena Grammy)
- 1974 We're Gonna Hold On
- 1991 Justified and Ancient (s britskou hudební skupinou The KLF)